# Heteroscodra maculata
Heteroscodra maculata je pajek iz družine ptičjih pajkov. Kot večina drugih ptičjih pajkov ima tudi ta precej močan strup in lahko povzroči boleče pike. Strup pajka vsebuje nevrotoksin heteroscodratoksin-1 (poznan tudi kot kapa-terafototoksin Hm1a ali HmTx1). Pri tej vrsti je znan spolni kanibalizem.
Heteroscodra maculata je drevesna vrsta pajka, ki živi na zahodni obali Afrike v Togu, Gani, Kamerunu in drugih obalnih državah. Zraste do velikosti 15 cm in je precej agresivna ter nevarna vrsta. Je hiter, napadalen, njegov strup pa povzroči bolečine v udu, kamor je pajek strup vbrizgal. Pojavi pa se tudi tremor srca, stiskanje v prsih in strah. Ud okoli mesta ugriza za nekaj dni otrdi. Bolečina ostane še 24–48 ur. Kljub vsemu njegov ugriz ni nevarnejši od osjega pika.

## Vzgoja v terariju
Goji se v terariju v vlažnem in toplem okolju pri 24-27 °C. Na dno terarija damo nekaj šote in kakšno korenino, da si pajek ustvari zamreženo luknjo. Hranimo ga z mikro črički ali mikro mokarji v prvi fazi razvoja, kasneje pa z mokarji ali ščurki.
Ta vrsta pajka ni primerna za začetnike. Je izjemno hitra in napadalna, zato je pri čiščenju terarija potrebna previdnost.